# Appalacherne
Appalacherne (engelsk: Appalachian Mountains) er et stort bjergmassiv i det østlige Canada og USA. Det strækker sig som et 150-450 km bredt bælte fra den nordligste forpost på Gaspéhalvøen i Quebec og mere end 2000 km mod sydvest til Alabama. Systemet er opdelt i en række bjergkæder med tinder, der når op i højder tæt på 1000 m.o.h. Den højeste top er Mount Mitchell (2.037 m), som er det højeste punkt i USA øst for Mississippi og det næsthøjeste punkt i hele den østlige del af Nordamerika. Hele regionen med bjerge, højsletter, dale og omgivende bakkeland kaldes under ér for Appalachia ("Appalachien").

## Regioner
Massivet kan inddeles i tre store afsnit: Det nordlige (fra Newfoundland til Hudson-floden), det centrale (fra Hudson floddalen til New River i Virginia og Vestvirginia) og det sydlige (fra New River og til Alabama). Den nordlige del omfatter Shickshock- og Notre Damekæderne i Quebec, spredte højder i Maine (med Katahdin på 1.606 m som den højeste) samt White Mountains i New Hampshire og Green Mountains i Vermont. Den centrale del består foruden af forskellige mindre partier også af Valleykæden mellem forkanten af Allegheny-højsletten og Great Appalachian Valley, højlandet i staterne New York og New Jersey og en stor del af Blue Ridgekæden. Endelig udgøres den sydlige del af Blue Ridgekædens forlængelse, Unakakæden og de Valley Ridges, som afgrænser Cumberland-højsletten.
Adirondack-bjergene betragtes af nogle som en del af Appalacherne, men geologisk set er de den sydlige forpost for de Laurentiske bjerge i Canada. Appalacherne bliver almindeligvis regnet for den geografiske skillelinje mellem de østlige kyststater i USA og Midtvesten. Det østlige, kontinentale vandskel følger Appalacherne fra Pennsylvania til Georgia.
Før krigen mod Frankrig udgjorde Appalacherne den uafklarede grænsedragning mellem de britiske kolonier langs Atlanterhavets kyst og de franske områder i Mississippidalen. Efter krigen begrænsede proklamationen af 1763 de 13 britiske kolonier til området øst for en linje langs de højeste toppe i bjergene (og syd for de store søer). Det skabte stor utilfredshed blandt kolonisterne og blev én af årsagerne til den Amerikanske frihedskrig.
Med skabelsen af USA i slutningen af det 18. århundrede blev den vigtige, første fase af kolonisternes fremtrængen mod vest gjort mulig. Den bestod af nybyggernes udvandring i det 18. og begyndelsen af det 19. århundrede gennem Cumberland Gap og andre bjergpas. Eriekanalen blev gjort færdig i 1825, og dermed fik man den første rute, hvor man kunne transportere handelsvarer i store mængder gennem Appalacherne.
Til trods for, at bjergkæden deles på langs af Great Appalachian Valley, løber de vigtigste floder på tværs af systemets længdeakse. Hovedvandskellet har et snoet forløb, som krydser bjergene lige nord for New River i Virginia. Syd derfor flyder floderne mod Blue Ridge, gennem de højeste Unakabjerge, modtager vigtige tilløb fra Great Valley og krydser Cumberland højsletten i flere slugter for til sidst at undslippe via Cumberland og Tennessee floderne til Ohiofloden og Mississippi og dermed til den Mexicanske Golf. I den midterste del af bjergsystemet flyder vandløbene fra Valley bjergkammen gennem dybe slugter til Great Valley, mens de sydøstlige vandløb krydser Blue Ridge til tidevandsområderne og videre til kystsletten. I den nordlige del ligger vandskellet på landsiden af bjergene, sådan at hovedafvandingen sker fra nord mod syd.

## Geologi
Appalacherne er gamle bjerge. Et blik på klipper, som er blottet i nutidens Appalacherbjerge afslører langstrakte bælter af foldede og forkastede havaflejrede sedimenter, vulkanske bjergarter og skiver af gammel havbund, der klart beviser, at disse klipper blev formet under et pladesammenstød. Dannelsen af Appalacherkæderne for ca. 680 millioner år siden markerer den første af adskillige bjergdannende pladekollisioner, som kulminerede i skabelsen af superkontinentet Pangæa med Appalacherne nær dets centrum. Nordamerika og Afrika var sammenhængende, og derfor er Appalacherne en del af den samme bjergkæde som Atlasbjergene i Marokko.
Under den mellemste del af Ordovicium (for ca. 495-440 million år siden) gav et skift i pladebevægelserne stødet til den første palæozoiske bjergdannelse i Nordamerika. Den før så rolige, passive appalachiske pladerand ændredes til at være meget aktiv, da oceanpladen ved siden af den, Iapetus, stødte ind i Nordamerikapladen og begyndte at synke ned under den. Denne nye nedsynkningszone dannede de første Appalacherkæder. Langs kontinentalranden opstod der vulkaner samtidig med havpladens nedsynkning. Forkastninger hævede og forvred gamle sedimentklipper langs den passive rand. Mens bjergene voksede, begyndte erosionen at slide dem ned. Vandløb fjernede stenmaterialer nedad og aflejrede dem I de nærliggende lavlandsområder. Denne "tektoniske" bjergdannelse var kun den første af en række bjergskabende pladesammenstød, som var med til at forme Appalacherne.
Ved afslutningen af mesozoicum var Appalacherne blevet eroderet ned til en næsten flad slette. Det var først da området blev hævet under cenozoicum, at bjergenes nuværende topografi blev formet. Landhævninger øgede strømhastigheden i vandløbene, som hastigt begyndte at skære sig ned gennem grundfjeldet. Nogle vandløb strømmede langs de bløde lag, som er en del af de foldninger og brudlinjer, der blev skabt millioner af år tidligere. Andre sled sig ned så hurtigt, at de skar tværs gennem de modstandsdygtige, foldede klipper fra bjergenes kerne og dannede slugter på tværs af klippelag og geologiske strukturer.
Appalacherne rummer store lejer af antracit og bitumenholdige stenkul. I de foldede bjerge findes kul i den metamorfe form, som kaldes antracit, i den nordøstlige del af Pennsylvania. Felterne med bitumenkul findes i det vestlige Pennsylvania, det sydøstlige Ohio, det østlige Kentucky og i West Virginia. Nogle Appalachernes højsletter rummer metalmalme, som indeholder jern og zink.

## Økoregionen Appalacherne
Skovområderne i Appalacherne og Blue Ridge-økoregionen strækker sig fra det nordøstlige Alabama og Georgia gennem det østlige Tennessee, det vestlige North Carolina, Virginia og Maryland og ind i det centrale Pennsylvania.
Den store variation i topografi, klimaforhold, jordbundsforhold og geologi har – sammen med en lang udviklingshistorie – medført, at der er opstået én af verdens mest forskelligartede samlinger af plante- og dyresamfund i tempererede, løvfældende skove.
I palæozoisk tid var Appalacherne en stor bjergkæde, og området har været forholdsvis geologisk stabilt siden da. De nederoderede bjergrygge og dalstrøgene i hele regionen har et forløb fra nordøst til sydvest. Klimaet er meget forskelligt i regionen på grund af forskelle i højde, topografi og breddegrad. Gamle kalkbjerge er eroderet ned til udstrakte karstformationer, som danner et netværk af usædvanlige kalkbundssamfund og huler, der rummer en speciel fauna af huleboende dyr: salamandre, fisk og hvirvelløse dyr. Diversitet og udbredelse af disse arter er ikke undersøgt, men man formoder, at de står mål med hulefaunaen andre steder i verden.

### Istiderne og derefter
Under istiderne i pleistocæn fungerede Appalacherne som et varmerefugium for et antal arter og samfund. Omvendt har kuldetålende samfund f.eks. om Tranebærmoser etableret sig efter istiderne i de kolde dele af bjergene, dvs. langt syd for deres sædvanlige udbredelsesområde.
Skovene i regionen består i hovedsagen af to typer plantesamfund, der er afgrænset af højden over havet. På de lave dele af bjergene, dvs. mellem 250 og 1350 m højde, dominerer blandede Egeskove. Urskovene på disse steder rummede engang kæmpestore tulipantræer, kastanjetræer, graner og ege. I højder over 1350 m dominerer skove af Gran og Ædelgran landskabet. Langs de højeste bjergkamme dominerer Gran, den endemiske ’’Abies fraseri’’ sammen med Balsam-Ædelgran.
I begyndelsen af det 20. århundrede forsvandt hovedparten af de kastanjer, som havde domineret på de laveste dele af bjergene. Det skyldtes en sygdom, som er fremkaldt af svampen ’’Cryphonectria parasitica’’. Med tabet af kastanjetræerne skete der en forøgelse af Rød-Eg, Hickory, ’’Quercus prinus’’, ’’Quercus velutina’’, Almindelig Robinie, Birk (flere arter) og Rød-Løn. Tabet af kastanjetræerne og dermed af kastanjer har betydet, at mange dyrearter samtidig har mistet deres vinterføde.

### Overordnet beskrivelse
Denne økoregion er sammen med nærliggende skove et af verdens rigeste tempererede løvskovsområder (kun den tempererede flora i Sichuan er rigere). Denne gamle skovtype var førhen vidt udstrakt over hele den nordlige halvkugle, men repræsenteres i dag kun af rester af økosystemerne I det østlige Nordamerika og det vestlige Kina. De beslægtede systemer i Appalacherne og det centrale og sydvestlige Kina er fælles om et stort antal plante- og dyrefamilier og grupper af reliktarter. Mange familier og slægter og nogle arter har opsplittet udbredelse, men findes i begge disse to områder. Flere end 50 af disse slægter (med bl.a. Magnolia, Hickory, Fodblad, Kæmpekalla, Orkidéer, Snabelkalla, Stennød, Stuartia, Troldnød, Kornel, Kaki, Kristtorn, Sumak, Løn og Kladrastis). Adskillige dyregrupper viser også specielle tilknytninger mellem Appalacherne og Kina som f.eks. kobberhovedslanger (Agkistrodon spp.), salamandre (Cryptobranchidae), nogle land snegle og padlefisk (Polyodon spathula). De taxonomiske ligheder mellem de to regioner har deres paralleller I økologiske fællestræk. Det omfatter dominans fra træagtige, løvfældende planter med underjordiske oplagringsorganer og tidlig blomstring. Desuden ses tidligt grønne stauder med overvintrende knopper og I det hele taget plantesamfund, der varierer på same måde overfor variationer i miljøforhold.
Appalachernes usædvanlige biodiversitet skyldes den brede vifte af mikrobiotoper, tilstedeværelsen af talrige reliktarter og –samfund. Desuden har geologisk stabilitet over lange tidsrum bidraget til at muliggøre, at diversiteten inden for familier og slægter er blevet større. En hel række planter, hvirvelløse, salamander, ferskvandsmuslinger og fisk findes kun inden for bestemte afvandingsområder eller på bestemte bjergtoppe. Regionen har flere end 158 træarter, og sammen med nærliggende skovområder har Appalacherne det højeste samlede antal endemiske dyr og planter I Nordamerika.

### Intakte biotoper
Der findes stadig adskillige klumper af intakte biotoper, der optræder som pletter I landskabet. De fleste findes på områder, der er I offentligt eje, og nogle af de største arealer er:
- The Great Smoky Mountains National Park – det vestlige North Carolina og det østlige Tennessee
- Pennsylvania mountain ridges – det centrale Pennsylvania
- South Mountain – den sydlige del af det centrale Pennsylvania
- Shenandoah Mountain and Allegheny Front Range – det nordlige Virginia
- Massanutten Mountain – det nordlige Virginia
- Shenandoah National Park – det centrale Virginia
- Thomas Jefferson National Forests – det vestlige Virginia
- Seneca Rocks, Spruce Knob, Panther Knob – det østlige af West Virginia
- Allegheny Mountains – det centrale Pennsylvania
- Mt. Rogers highlands – det sydvestlige Virginia
- Amphibolite Mountains – det nordvestlige af North Carolina
- Blue Ridge Escarpment – det vestlige af North Carolina
- Brushy Mountains – det nordvestlige af North Carolina
- Roanoke Mountain highlands – det vestlige Virginia
- Nantahalah Mountains – det vestlige af North Carolina
- Pisgah National Forest – det vestlige af North Carolina
- The Escarpment Gorges – det nordvestlige af Georgia
- Ramsey's Draft Wilderness – det vestlige Virginia

### Opdeling af økoregionen
Økoregionen opdeles i ni dele, som tilsammen dækker 270.650 km²:
- New England lavlandet
- Hudsonflodens dal
- Den nordlige kystslette
- Appalachernes nordlige forbjerge
- Den sydlige Alleghenyhøjslette
- Den vestlige Alleghenyhøjslette
- Den nordlige Cumberlandhøjslette
- De sydlige Cumberlandbjerge
- De centrale bjergkæder og dale

## Flora og fauna
Store dele af regionen er dækket med skov, som består af træer, der giver værdifuldt tømmer, specielt i den nordlige del af New England og Canada. De mest værdifulde træsorter er Gran, Weymouth-Fyr, Hemlock, Almindelig Thuja, Birk, Ask, Løn og Lind. I den centrale og sydlige del af bjergene findes skov med Eg og Hickory som de dominerende og med iblandinger af Tulipantræ. Mange blomstrende og frugtbærende buske af Lyng-familien forøger skønheden i bjergene, hvor Rododendron og Kalmia ofte danner uigennemtrængelige tykninger. Bjørne, pumaer, losser og ulve trives stadig I de fjernere liggende dele af bjergene. Ræve findes overalt ligesom hjortevildt, mens elge kun kan træffes mod nord.

## Betydning for historien
Gennem et århundrede var Appalacherne en barrière for de britiske koloniers udvidelse mod vest. Bjergkædens længde; den forvirrende mængde af bjergkæde bag bjergkæde; det snoede og barske forløb af de tværgående pas; og en kraftig skov med tæt undervækst medvirkede alle til at holde nybyggerne fast på de skrånende højsletter og kystsletterne langs havet. Kun via Hudson- og Mohawkdalene og rundt om den sydlige ende af bjergkæden var der let adgang til det indre af landet, men disse ruter var for længst lukket af fjendtlige indfødte, af franske kolonister mod nord og spanske kolonister mod syd. I det østlige Pennsylvania var Great Valley tilgængelig på grund af en bred åbning mellem enden af South Mountain og højlandsområderne, og i Lebanon Valley slog tyskere fra Mähren sig ned. Deres efterkommere bibeholder stadig det særlige lokalsprog, som kaldes Pennsylvania Dutch. Sammen med senere ankommende tyskere og skotter arbejdede de sig mod syd, og befolkede snart hele Virginia Valley og de øverste dele af Great Valleys udløbere ind i Tennessee. I 1755 var forhindringen således halvvejs overvundet, og forposter af engelske nybyggere var trængt frem til Allegheny og Cumberland højsletterne, hvor de truede det franske overherredømme i regionen bag bjergene, så en konflikt blev uundgåelig. Da de sluttede sig sammen mod franskmændene for at få afgjort Ohiodalens fremtid, blev kolonisternes overraskende styrke afsløret, og den gunstige afslutning på syvårskrigen udvidede Englands territorium frem til Mississippi.